# Адела Мейсенская
Адела Мейсенская (также Адельгейда или Адель; XII век — 23 октября 1181) — королева-консорт Дании, супруга Свена III. Адела родилась в Мейсене в семье Конрада, маркграфа Мейсена и его супруги Лиутгарды Швабской.
В 1152 году она вышла замуж за Свена III. Будучи королевой Дании, Адела не пользовалась популярностью и подверглась критике за то, что заставила своего мужа отказаться от датских обычаев в пользу немецких. От этого брака у неё был сын, умерший в младенчестве, и дочь Лиутгарда, которая вышла замуж за Бертольда III, маркграфа Истрии.
Овдовев в 1157 году, она вышла замуж за графа Адальберта III из Балленштедта. От этого брака у неё была одна дочь, Гертруда, которая вышла замуж за Вальтера Арнштайнского.